# Liste finnischer Komponisten klassischer Musik
Diese Liste enthält bekannte finnische Komponisten der klassischen Musik.

## Liste
A
- Kalevi Aho (* 1949)

B
- Erik Bergman (1911–2006)

C
- Bernhard Henrik Crusell (1775–1838)

D
- Cecilia Damström (* 1988)
- Henrik Otto Donner (1939–2013)

E
- Einar Englund (1916–1999)

F
- Sebastian Fagerlund (* 1972)
- Nils-Eric Fougstedt (1910–1961)

H
- Kimmo Hakola (* 1958)
- Ilmari Hannikainen (1892–1955)
- Pekka Juhani Hannikainen (1854–1924)
- Väinö Hannikainen (1900–1960)
- Paavo Heininen (1938–2022)
- Mikko Heiniö (* 1948)

J
- Armas Järnefelt (1869–1958)

K
- Jouni Kaipainen (1956–2015)
- Robert Kajanus (1856–1933)
- Heino Kaski (1885–1957)
- Yrjö Kilpinen (1892–1959)
- Kalevi Kiviniemi (1958–2024)
- Uuno Klami (1900–1961)
- Joonas Kokkonen (1921–1996)
- Olli Kortekangas (* 1955)
- Toivo Kuula (1883–1918)
- Jaakko Kuusisto (* 1974)

L
- Ulf Långbacka (* 1957)
- Helvi Leiviskä (1902–1982)
- Magnus Lindberg (* 1958)
- Jukka Linkola (* 1955)

M
- Leevi Madetoja (1887–1947)
- Jaakko Mäntyjärvi (* 1963)
- Tauno Marttinen (1912–2008)
- Erkki Melartin (1875–1937)
- Aarre Merikanto (1893–1958)
- Oskar Merikanto (1868–1924)
- Usko Meriläinen (1930–2004)
- Ernst Mielck (1877–1899)

N
- Pehr Henrik Nordgren (1944–2008)

P
- Fredrik Pacius (1809–1891)
- Selim Palmgren (1878–1951)
- Ernest Pingoud (1887–1942)
- Tauno Pylkkänen (1918–1980)

R
- Tomi Räisänen (* 1976)
- Väinö Raitio (1891–1945)
- Sulho Ranta (1901–1960)
- Einojuhani Rautavaara (1928–2016)
- Herman Rechberger (1947–2022)
- Diana Ringo (* 1992)

S
- Kaija Saariaho (1952–2023)
- Aulis Sallinen (* 1935)
- Erkki Salmenhaara (1941–2002)
- Esa-Pekka Salonen (* 1958)
- Leif Segerstam (1944–2024)
- Jarmo Sermilä (1939–2024)
- Jean Sibelius (1865–1957)
- Heikki Suolahti (1920–1936)

T
- Jukka Tiensuu  (* 1948)
- Erik Tulindberg (1761–1814)

W
- Martin Wegelius (1846–1906)
- Lotta Wennäkoski (* 1970)

Z
- Sauli Zinovjev (* 1988)